# Seznam grških nogometašev
Seznam grških nogometašev.

## A
- Antonis Antoniadis

## B
- Angelos Basinas

## C
- Konstantinos Chalkias
- Angelos Charisteas
- Lampros Choutos

## D
- Traianos Dellas
- Mimis Domazos

## F
- Takis Fyssas

## G
- Grigorios Georgatos
- Stelios Giannakopoulos
- Yannis Goumas

## H
- Vassilis Hatzipanagis

## K
- George Kalafatis
- Vaios Karagiannis
- Giorgos Karagounis
- Kostas Katsouranis
- Gus Kartes
- Dimitrious Konstantopolous
- Sotirios Kyrgiakos

## L
- Vassilis Lakis
- Kostas Linoxilakis
- Takis Loukanidis

## M
- Nikos Machlas
- Dimitris Mavrogenidis
- Angelos Messaris
- Antonis Miyiakis
- Andreas Mouratis

## N
- Kostas Nestoridis
- Apostolos Nikolaidis
- Demis Nikolaidis
- Antonios Nikopolidis

## O
- Takis Oikonomopoulos

## P
- Loukas Panourgias
- Sokratis Papastathopoulos
- Mimis Pierrakos

## S
- Dimitris Salpigidis
- Dimitris Saravakos
- Yourkas Seitaridis
- Giannis Skopelitis
- Kenny Stamatopolous
- Ieroklis Stoltidis

## T
- Vasilis Torosidis
- Alexandros Tziolis

## V
- Zisis Vryzas

## Z
- Theodoros Zagorakis